# 齐尔达·阿恩斯
齐尔达·阿恩斯·纽曼（葡萄牙語：Zilda Arns Neumann，1934年8月25日—2010年1月12日)，是一个德国裔巴西小儿科医生和人道援助工作者。
她是天主教圣保罗总教区的保祿·立德·阿恩斯枢机之妹，由于长期参与反对巴西军政府统治活动和为贫困儿童提供天主教牧灵服务而广为人知。此外，她所参与超过三十年的人道主义工作也包括对贫困人口和老人的照顾。
2010年1月12日，身处海地的阿恩斯在2010年海地地震中丧生。 直到现在，她去世的具体情况尚未被公布。